# Stenocereus stellatus
Espèce
Classification APG II (2003)
Statut de conservation UICN

 LC  : Préoccupation mineure
Statut CITES
Stenocereus stellatus est une espèce de plantes à fleurs de la famille des Cactaceae. C'est un cactus columnaire originaire du centre du Mexique.
Il peut atteindre 2 à 4 m de haut avec des tiges de 7 à 10 cm de diamètre de couleur vert pruine et donne des fleurs roses ou rouges.
Le fruit rouge est comestible.

## Référence
- « Stenocereus stellatus (Pfeiffer) Riccobono », sur cactuspro.com, 6 janvier 2005.